# Хипатия
Хипа́тия (Ипа́тия) Александри́йска (на старогръцки: Ὑπᾰτία ἡ Ἀλεξάνδρεῖα) е късноантичен гръцки учен, математик и философ от Александрия. Тя е смятана за първата жена с големи заслуги към физиката, математиката, философията и астрономията, за която има надеждно документирани сведения. Преподава в Александрия, схоларх в Александрийската школа на неоплатонизма. Известна е преди всичко с трагичната си смърт, като убийството ѝ от ревностни християни се описва от антични автори.

## Биография
Хипатия е родена около 350 – 355 година (според други автори през 370 г.) в Александрия, Римската империя, в семейството на математика Теон Александрийски, смятан за един от най-образованите мъже в Александрия по онова време и последен управител на Александрийската библиотека преди закриването и́ от православния християнски император Теодосий I. Теон дава на дъщеря си всестранно образование, като я посвещава във всички науки, достъпни по онова време. Приписва ѝ се изобретяването на хигрометъра, астролабията и пособие за дестилиране на вода. Има сведения, че Хипатия е изнасяла публични лекции и вероятно е имала отворен за посещения кабинет в Александрия.
Около 400 г. Хипатия е поканена да чете лекции в Александрийската библиотека, където завежда една от водещите катедри – катедрата по философия. Преподавателската си дейност провежда от позициите на неоплатонизма, повлияна най-вече от Плотин и от сирийския философ Ямвлих от Халкида, но прилага неоплатонизма предимно към математиката и естествената философия. Преподава философските учения на Платон и Аристотел, а също математика и астрономия (по онова време астрономията се смята за дял от математиката). Занимава се с изчисляване на астрономически таблици. Пише коментари към съчиненията на Аполоний Пергски и Диофант Александрийски (ІІІ век). Повечето ѝ трудове са унищожени при опожаряването на библиотеката.
Хипатия е известна с трудовете си по математика и геометрия и най-вече с идеите си за коничните сечения, изложени от Аполоний Пергски. В нейния най-известен труд „За конусите на Аполоний“ се описва разделянето на конусите на различни части чрез равнини. Тази концепция доразвива идеята за хиперболите, параболите и елипсите. Книгата на Хипатия прави коничните сечения по-лесно разбираеми и така спомага за запазването на концепцията през вековете. Хипатия е първата жена, която има такъв голям принос за запазване на ранните идеи в математиката.
Хипатия участва в александрийската градска политика. Има близки отношения с префекта на града Орест.
Християнският историк Сократ Схоластик разказва, че разярена тълпа християни, предвождана от някой Петър, убива Хипатия заради подозрението, че тя е причината за лошото отношение на част от гражданите към патриарх Кирил Александрийски (по-късно канонизиран за християнски светец). Твърди се, че е убита от парабеланите – воини на християнството, заели се с насилствено налагане на религията върху неверниците. Смятаната за вещица Хипатия е съблечена гола, пребита и публично изгорена. Смъртта ѝ поставя началото на период от стотици години без женско присъствие в науката.
Въпреки това творчеството ѝ се запазва. По-късно Декарт, Нютон и Лайбниц доразвиват труда ѝ.
Александрийският поет Паладий ѝ посвещава следните стихове:
| „ | Всичко в теб, о Хипатия, е небесно — и делата, и красотата, и думите, и чистата като звезда мъдра светлина. | “ |

## В изкуството
Животът ѝ е пресъздаден във филма Агора с участието на Рейчъл Вайс.